# قوة الرابطة
في الكيمياء يتم قياس قوة الرابطة بين ذرتين مرتبطتين معا في رابطة كيميائية. وهي مقياس لمدى ارتباط كل ذرة مع ذرة مركزية مساهمة في تكافؤ هذه اذرة المركزية. قوة الرابطة مرتبطة بشدة برتبة الرابطة.
يمكن تحديد قوة الرابطة عن طريق:
- طاقة الرابطة: وتتطلب حسابات كثيرة ومعقدة, حتى لأبسط الروابط.
- طاقة تفكك رابطة.

وهناك معيار أخر لقوة الرابطة هو العلاقة الكيفية بين طاقة الروابط والتداخل بين المدارات الذرية للروابط. وبزيادة هذا التداخل, كلما زادت إلكترونات الترابط التي توجد بين الأنوية. يمكن حساب هذا التداخل ويسمي الناتج برقم التداخل.